# 符文工廠4
《符文工廠4》是符文工廠系列第六部作品，由Neverland製作、Marvelous於2012年7月19日發行的任天堂3DS專用遊戲。
2019年7月25日起發行《符文工廠4 豪華版》，支援任天堂Switch、PlayStation 4、Xbox One與Steam平台。

## 豪華版
《符文工廠4 豪華版》為本作的強化版本。本作也是系列作品首度中文化，於2019年7月25日起陸續於任天堂Switch發售。亞洲地區由SEGA發行，發售對應繁體中文，並於後續更新加入簡體中文。
2021年12月7日，本作於Microsoft Windows（Steam）、PlayStation 4、Xbox One平台上架。

### 新增要素
相較於原版，《符文工廠4 豪華版》除了將畫面HD化之外，還加入了全新難度、片頭動畫，以Live2D動態立繪呈現的「新婚生活」等新要素。
新婚模式
遊戲標題畫面中可選擇新項目「新婚模式」。在「新婚模式」的新劇情裡，能與戀愛候選人以及結為連理的角色，共度甜甜蜜蜜的新婚生活，並且追加了新語音。
難易度「地獄」
遊戲中新增最高難度「地獄」，為遊戲帶來更高難度與更多可玩性。
串場動畫及開場影片重製
不僅遊戲畫面HD化，遊戲中還追加了新的串場動畫，以及重製後的片頭動畫。

## 登場角色

### 主角
在前往賽爾菲亞的途中被盜賊襲擊、喪失記憶並從飛行船摔下，跌落在賽爾澤薇德身上，並隨後接任亞瑟的職位代行王族的工作。具有「大地之絆」的天賦。
能在遊戲開始時選擇性別。
雷斯特（聲：內山昂輝）
本作的男主角，喪失記憶的少年。
芙蕾（聲：齋藤千和）
本作的女主角，喪失記憶的少女。

### 新娘候補
瑪格麗特（聲：悠木碧）
漫畫版女主角。在餐廳擔任音樂家。認真又溫柔、擅長照顧人的精靈女性。有嚴重的懼高症，卻不知為何住在城鎮的懸崖邊，戰鬥中能夠以歌曲施展魔法。
擅長使用的武器為「杖」，智力較高。喜歡的東西是水果、討厭烏賊。生日為春季21日。
琥珀（聲：佐藤聰美）
曾為蝴蝶形魔物的少女。有著不諳人事的性格，因被主角打敗而恢復成人類。喜歡天氣好的日子、經常會去曬太陽，討厭寒冷。寄住在城鎮的花店「康乃馨」。
擅長使用的武器為「澆水器」與「槌」，智力較高；HP、力量較低。喜歡的東西是甜點與花、討厭魚。生日為春季26日。
芙緹（聲：小林沙苗）
守衛賽爾菲亞的女騎士。個性有禮貌且認真，但有時也會露出頑固的性格， 漫畫版中更凸顯了其害怕鬼魂的一面，是基爾的姐姐。
擅長使用的武器為「雙手劍」，攻擊力極高；力量、體力較高；智力較低。喜歡的東西是巧克力、討厭辛辣食物。生日為夏季22日。
小白（聲：金元壽子）
在城鎮的溫泉旅館「小鈴」工作，朝氣滿滿的看板娘。雖然是可靠又努力的人，但偶爾會努力過頭而失敗。
擅長使用的武器為「斧」，攻擊力與力量較高；HP、智力、體力較低。喜歡的東西是中華料理、討厭番茄。生日為夏季26日。
朵兒潔（聲：竹達彩奈）
曾為人偶形魔物的少女，個性冷酷，說話有點狠毒，因被主角打敗而恢復成人類。與皮可是好朋友，兩人寄住在鎮上的醫院「小紗布」。
擅長使用的武器為「杖」，智力較高。喜歡的東西是洋菓子、討厭生蔬菜。生日為冬季18日。
庫洛麗嘉（聲：生天目仁美）
以執事見習生的身分，在沃爾卡農身邊研習的女性。雖然經常發呆，但最後工作都能完成，有時不注意就站著打起瞌睡了。戰鬥中會給予主角料理。
擅長使用的武器為「槍」，智力較高；力量較低。喜歡的東西是蘋果、討厭葡萄。生日為春季12日。

### 新郎候補
比修奈爾（聲：浪川大輔）
以執事見習生的身分，在沃爾卡農身邊研習的男性。每天勤奮特訓，認為執事必須要所有大小事都能辦到，因為太老實聽話，偶爾也會遭人愚弄。
擅長使用的武器為「雙劍」，攻擊力偏高的平衡型。喜歡的東西是孩子口味的料理、討厭常見的蕪菁。生日為秋季17日。
迪拉斯（聲：杉田智和）
曾為馬形魔物的青年。有著沉默寡言的性格，因被主角打敗而恢復成人類。常被周圍的人誤解，有點笨拙的性格。
擅長使用的武器為「拳」與「槍」，體力、力量較高。喜歡的東西是生魚片、討厭甜點。生日為秋季9日。
亞瑟（聲：鈴木達央）
因為某些原因來到城鎮的青年，出生於高貴世家。在鎮上經營貿易活動，意外地有著喜歡可愛東西的一面。
擅長使用的武器為「杖」，智力較高。喜歡的東西是飯糰、討厭烤魚。生日為夏季4日。
基爾（聲：下野紘）
好奇心旺盛、喜歡八卦的少年。努力讀書，希望能成為有用的存在。因為什麼都想知道的個性，偶爾也會作出有點過分的事。是芙緹的弟弟。
擅長使用的武器為「單手劍」，智力較高。喜歡的東西是蛋糕、討厭魚。生日為冬季2日。
塔克（聲：增田俊樹）
寄住於鎮上雜貨店的矮人少年。容易得意忘形的熱血男子漢，本性認真老實，是愛吃東西的大胃王。
擅長使用的武器為「單手劍」，力量極高；智力較低。喜歡的東西是米飯、討厭麵包。生日為秋季6日。
雷歐（聲：鳥海浩輔）
曾為石棺魔物的青年。喜歡逗弄認真的人，因被主角打敗而恢復成人類。有著超然的性格，但其實是很關心他人的類型。
擅長使用的武器為「槍」，力量、智力較高。喜歡的東西是烤魚、討厭牛奶。生日為夏季9日。

### 城鎮居民
賽爾澤薇德（聲：明坂聰美）
被稱作「風幻龍」的原生神龍之一，賦予符文的恩惠給賽爾菲亞周遭的大地。
喜歡的東西是農作物、討厭生魚。生日是春季4日。
沃爾卡農（聲：堀之紀）
負責服侍神龍的年長執事，很容易被感動，有著非比尋常的能力。
擅長使用的武器為「拳」，攻擊力、HP較高。喜歡的東西是甜點、討厭失敗作。生日為夏季6日。
瓊斯（聲：宮坂俊藏）
經營城鎮的醫院「小紗布」，雖然作為醫生，卻害怕見血。與妻子南希感情良好。
擅長使用的武器為「雙劍」。喜歡的東西是和食、討厭番茄。生日為冬季4日。
南希（聲：庄司宇芽香）
經營城鎮的醫院「小紗布」，經常與待診的病人聊起天來。與丈夫瓊斯感情良好。
擅長使用的武器為「拳」。喜歡的東西是洋食、討厭烏賊。生日為秋季23日。
玲華（聲：須藤祐實）
經營城鎮的溫泉旅館「小鈴」。運氣很好。小白的母親。
擅長使用的武器為「槍」。喜歡的東西是中華料理、討厭烏龍麵。生日為春季23日。
艾爾米娜達（聲：齊藤佑圭）
經營城鎮的花店「康乃馨」，以名偵探自居。
擅長使用的武器為「農具」。喜歡的東西是花、討厭醃菜。生日為春季8日。
伯克利奴（聲：藤本隆宏）
全名為「伯克利奴．圖雷．薇薇亞修」（ポコリーヌ・トゥレ・ヴィヴィアージュ），經營城鎮的餐廳。
擅長使用的武器為「雙劍」。喜歡的東西是料理、討厭藥。生日為秋季21日。
巴特（聲：龍谷修武）
經營城鎮的鍛冶屋，經常販售奇怪的商品。
擅長使用的武器為「大劍」。喜歡的東西是廢礦、討厭礦石。生日為冬季10日。
布羅薩姆（聲：津賀有子）
年長的女性，經營城鎮的商店「誠心雜貨店」。與塔克住在一起。
喜歡的東西是粥、討厭藥。生日為冬季21日。
皮可（聲：早見沙織）
總是跟在朵兒潔身旁的幽靈少女。
伊萊莎
城鎮的委託箱。不知原因地能夠說話，但只會與主角對談。朵兒潔也能察覺他的存在，但因為覺得很吵而無視他。

### 旅人
多娜（聲：加藤英美里）
來自《符文工廠3》的希雅蕾斯鎮。為了採集賽爾菲亞附近的稀有礦石而來，也會販售特殊商品。
喜歡的東西是礦石、討厭骷顱。
巴雷特（聲：鈴木賢）
來自《符文工廠2》。能夠鑑定武器。
喜歡的東西是鐵、討厭茄子。

## 主題曲

### 符文工廠4
《風のトラベラー》
作詞・作曲：ジョー・リノイエ
歌：ジョー・リノイエwith水野佐彩

### 符文工廠4 豪華版
《寄託這份思念》
作詞・作曲：ジョー・リノイエ
歌：ジョー・リノイエ with 安西美貴

## 外部連結
- 日文官方網站 （页面存档备份，存于）
- 繁體中文官方網站 （页面存档备份，存于）